# Mus Mulyadi
Mus Mulyadi (ur. 14 sierpnia 1945 w Surabai, zm. 11 kwietnia 2019 w Dżakarcie) – indonezyjski wokalista rockowy i popowy oraz wykonawca muzyki keroncong, zaliczany do najwybitniejszych przedstawicieli tego gatunku.
Karierę muzyczną rozpoczął w stworzonym przez siebie zespole Irama Nusantara. Później wszedł w skład formacji popowej Arista Birawa i założył swój pierwszy zespół muzyki keroncong – The Exotic. Następnie dołączył do zespołu popowego Favourite’s Band (początkowo znanego jako Empat Nada Band). Na ich debiutanckim albumie pojawiły się utwory: „Angin Malam”, „Seuntai Bunga Tanda Cinta”, „Setitik Embun”, „Mawar Berduri”.
Jeszcze w trakcie działalności w Favourite’s Group otrzymał propozycję nagrania albumu solowego. Wykonany przez niego jawajskojęzyczny utwór „Rek Ayo Rek” okazał się dużym sukcesem komercyjnym. Po odejściu z Favourite’s Group rozpoczął karierę solową, czego owocem stało się m.in. słynne nagranie „Kr. Dewi Murni”.
Jego brat – Mus Mujiono – jest muzykiem jazzowym.